# .cat

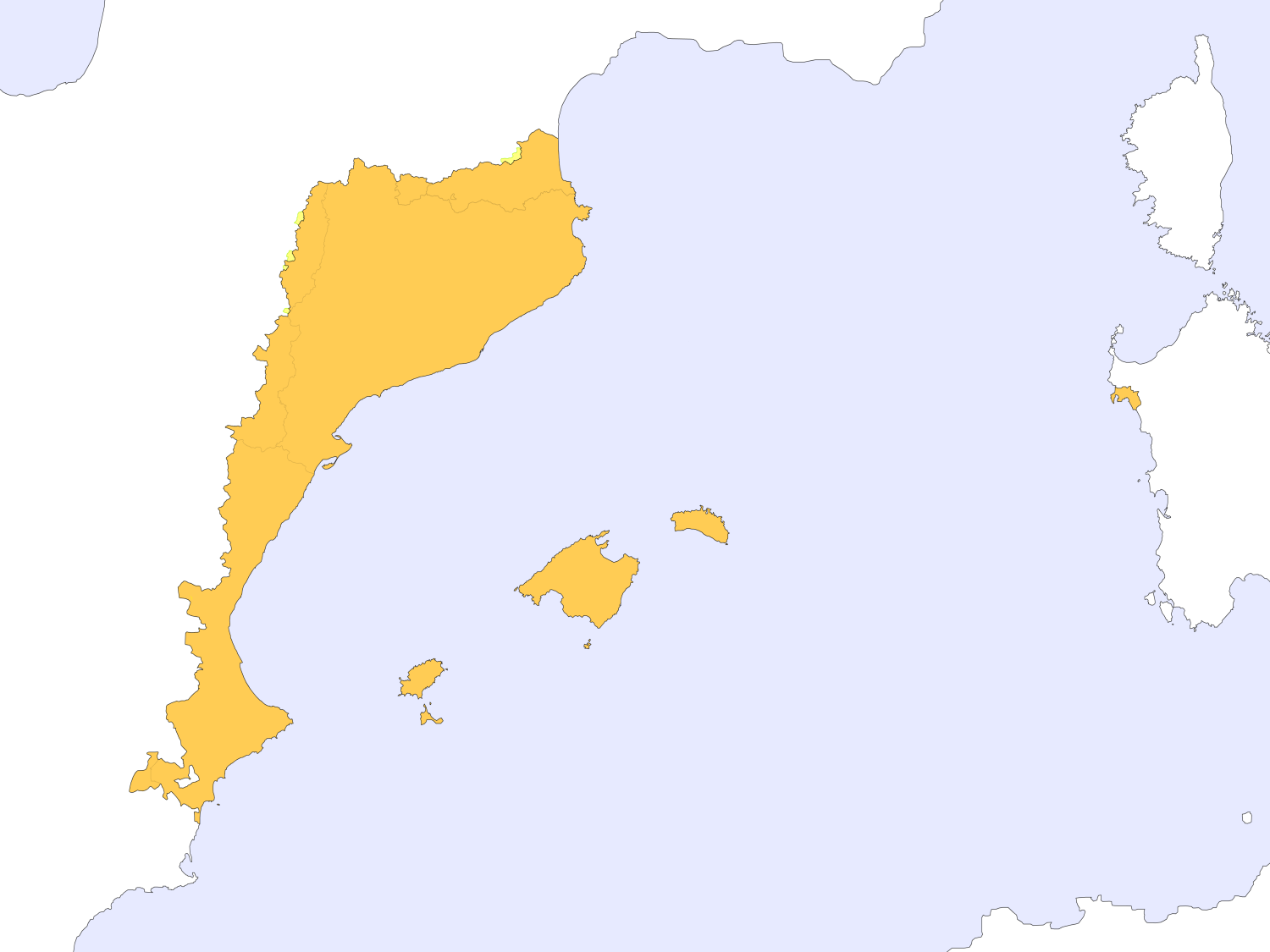
Karte des katalanischen Sprachgebiets

.cat ist eine gesponserte generische Top-Level-Domain (sTLD), die am 19. Dezember 2005 eingeführt wurde und von der Fundació puntCAT verwaltet wird. Ihr Zweck ist die Förderung der katalanischen Sprache und Kultur. Die .cat-Domain ist sprach- und kulturspezifisch, aber nicht geographisch beschränkt.
Vor Einführung von .cat gab es Bestrebungen, für Katalonien eine ccTLD .ct einzuführen. Da Katalonien jedoch nicht in der ISO-3166-1-Länderliste enthalten ist und Spanien um seine territoriale Integrität fürchtete, hat sich dieser Vorschlag nicht durchsetzen können. Als Ersatz wurde die sprach- und kulturspezifische .cat-Domain eingeführt.

## Registrierung
Der Sunrise-Phase vom 13. Februar bis zum 21. April 2006 folgte die Freigabe für die allgemeine Registrierung am 23. April 2006. Seitdem kann jede natürliche oder juristische Person eine .cat-Domain registrieren, sofern
- bereits zuvor Inhalte in katalanischer Sprache online veröffentlicht wurden.
- Zugang zu einem bestimmten, teilweise als ENS bezeichneten, Code besteht.
- Anstrengungen (egal in welcher Sprache) unternommen werden, die katalanische Sprache und Kultur zu fördern.
- eine Institution oder drei natürliche Personen, die bereits eine .cat-Domain nutzen, die Vergabe befürworten.

Im September 2007 waren etwa 24.000 .cat-Domains registriert, im Februar 2013 über 61.000 Adressen, Mitte 2019 rund 110.000. Im Vergleich zu anderen länderspezifischen Endungen ist .cat eher unbedeutend.

## Motivation und Kritik
Katalanisch wird in Teilen Spaniens, Italiens, Südfrankreichs und in Andorra gesprochen, weswegen katalanische Internetauftritte zuvor unter verschiedene Domains aufgeteilt waren. Um die kulturelle und sprachliche Einheit zu fördern, wurde daher von Befürwortern vorgeschlagen, eine sprachspezifische länderübergreifende Domain für das Katalanische einzuführen. Mit Umsetzung dieses Vorschlags wurde .cat zur ersten sprachspezifischen Top-Level-Domain.
Kritiker sehen .cat damit im Widerspruch zu RFC 1591, der sprachspezifische TLDs nicht vorsieht. Andere sprachspezifische TLDs wie .bzh, .cym, .gal und .sco wurden vorgeschlagen, jedoch nicht bewilligt. Außerdem befürchten Experten, durch die Verwendung von .cat entstehe international der Eindruck, Katalonien sei ein eigenes Land. Sogar eine Stärkung des Nationalismus durch die Top-Level-Domain stand zur Debatte. Am Morgen des 20. September 2017 wurde anlässlich des bevorstehenden Unabhängigkeitsreferendums die Vergabestelle von der spanischen Polizei beschlagnahmt.